# Leonie Tepe
Leonie Katarina Tepe (* 12. September 1995 in Köln) ist eine deutsche Schauspielerin, die vor allem durch ihre Rolle der Maria in der Filmreihe Vorstadtkrokodile bekannt wurde.

## Karriere
Ihre erste Hauptrolle spielte Tepe in der Fernsehverfilmung der Taco-und-Kaninchen-Kinderkrimis von Amelie Fried und Peter Probst, zuvor hatte sie kleine Gastrollen wie z. B. in Halt durch, Paul! oder SOKO Köln. Bekannt wurde sie mit einer Hauptrolle in der Neuverfilmung der Vorstadtkrokodile (2009) und deren beiden Fortsetzungen. Im Musikvideo des Liedes Superhelden der Nachwuchsrockband Apollo 3 aus dem Soundtrack des Films Vorstadtkrokodile war sie ebenfalls zu sehen.

## Filmografie

### Fernsehen
- 2004: Halt durch, Paul! (Fernsehserie)
- 2004: SOKO Köln (Fernsehserie)
- 2008–2009: Taco und Kaninchen (Miniserie, 2 Teile)
- 2011: Großstadtrevier (Fernsehserie, Episode Klassentreffen)
- 2012: Pastewka (Fernsehserie, Episode Der Masseur)
- 2013: Notruf Hafenkante (Fernsehserie, Episode La Paloma)
- 2013: SOKO Köln (Fernsehserie, 1 Episode)
- 2013: Neue Adresse Paradies (Fernsehfilm)
- 2014: Die Familiendetektivin (Fernsehserie, Episode Der verlorene Sohn)
- 2014: SOKO 5113 (Fernsehserie, Episode Ein schönes Mädchen)
- 2014: Nachbarn süß-sauer (Fernsehfilm)
- 2015: Die Abmachung
- 2015: Rosamunde Pilcher (Fernsehserie, Episode Vollkommen unerwartet)
- 2015: Letzte Ausfahrt Sauerland (Fernsehfilm)
- 2019–2020: Aurel (Webserie, 2 Episoden)
- 2020: Mogli – Ravage

### Kino
- 2009: Vorstadtkrokodile
- 2010: Vorstadtkrokodile 2
- 2011: Vorstadtkrokodile 3
- 2013: The Loved Ones (Kurzfilm)
- 2015: Mara und der Feuerbringer

### Werbung
- 2007: TOGGO MOBILE (5 Spots)
- 2012: Almighurt

### Synchron
- 2011: TopModel (Lexy)